# Alexandros (groupe)
Pour les articles homonymes, voir Alexandros.
Alexandros (アレキサンドロス, Arekisandorosu), stylisé [Alexandros], est un groupe de rock japonais formé en 2001. Il est actuellement composé de 4 artistes : Yōhei Kawakami, Hiroyuki Isobe, Masaki Shirai et Satoyasu Shōmura. Ayant commencé sous le nom de [Champagne], le groupe se renomme [Alexandros] en 2014.

## Histoire du groupe
Le groupe est formé en 2001 par Yōhei Kawakami et Hiroyuki Isobe alors qu'ils sont universitaires. Inspirés par la scène rock anglaise, notamment par les groupes Oasis, Primal Scream, Pulp, Supergrass et Radiohead, ils décident de nommer leur groupe [Champagne] en hommage au titre Champagne Supernova du groupe Oasis.
En 2018, leur titre Mosquito a été utilisé pour le film live Bleach. On entend également les titres Arpeggio et Your song, respectivement en tant que titre thème et titre de fin, dans le jeu de Sega et de Ryu ga Gotoku Studio, Judgment.

## Membres

### Membres actuels
- Yōhei Kawakami (川上 洋平?), leader vocal et guitariste depuis 2001.
- Hiroyuki Isobe (磯部 寛之?), chanteur second et bassiste depuis 2001.
- Masaki Shirai (白井 眞輝?), guitariste depuis 2007.
- Satoyasu Shōmura (庄村 聡泰?), batteur depuis 2010.

### Anciens membres
- Hiroki Ishikawa (石川 博基?), batteur de 2001 à 2010.

### Membres Occasionnels
- ROSE, Clavier (Groupe Original: THE LED SNAIL)

## Discographie

### Albums Studio
| Where's My Potato? (en tant que [Champagne])    | - Sorti le: 20 janvier 2010 - Label: RX Records - Formats: CD, Téléchargement                               | - | 119 |   |           |
| I Wanna Go to Hawaii. (en tant que [Champagne]) | - Sorti le: 14 février 2011 - Label: RX Records - Formats: CD, Téléchargement                               | - | 14  |   |           |
| Schwarzenegger (en tant que [Champagne])        | - Sorti le: 4 avril 2011 - Label: RX Records - Formats: CD, Téléchargement                                  | - | 10  |   |           |
| Me No Do Karate (en tant que [Champagne])       | - Sorti le: 26 juin 2013 - Label: RX Records - Formats: CD, Téléchargement                                  | - | 13  |   |           |
| ALXD (en tant que [Champagne])                  | - Sorti le: 17 juin 2015 - Label: Universal Music Japan - Formats: CD, LP, Téléchargement                   | 2 | 3   |   | - JPN: Or |
| EXIST! (en tant que [Champagne])                | - Sorti le: 9 novembre 2016 - Label: Universal Studio Japan - Formats: CD, Téléchargement                   | 1 | 1   |   | - JPN: Or |
| Sleepless in Brooklyn                           | - Sorti le: 21 novembre 2018 - Label: Universal Music Japan - Formats: CD, digital download                 | - | 3   | 1 |           |
|                                                 | "-" indique les éléments qui n'ont pas été mis en circulation dans ce pays ou qui n'ont pas été répertoriés |   |     |   |           |

### Singles
| "City" | 2010 | -  | 57 |                | I Wanna Go to Hawaii. |  |
| "You're So Sweet & I Love You"                                                                                            | 2010 | -  | 76 |                | I Wanna Go to Hawaii. |  |
| "Ie (言え, Dis-le)" | 2011 | -  | 35 |                | Schwarzenegger        |  |
| "Spy" | 2011 | 76 | 50 |                | Schwarzenegger        |  |
| "Kill Me If You Can" | 2012 | 77 | 24 |                | Schwarzenegger        |  |
| "starrrrrr" | 2013 | 17 | 13 |                | Me No Do Karate.      |  |
| "Namida ga Koboresou (涙がこぼれそう, J'ai l'impression que je vais pleurer)"                                             | 2013 | -  | 13 |                | Me No Do Karate.      |  |
| "Forever Young" | 2013 | 19 | 11 |                | Me No Do Karate.      |  |
| "Run Away" | 2013 | 19 | 9  |                | ALXD                  |  |
| "Oblivion" | 2013 | -  | 9  |                | ALXD                  |  |
| "Adventure" | 2014 | 18 | 10 |                | ALXD                  |  |
| "Droshky!" | 2014 | -  | 10 |                | ALXD                  |  |
| "Wataridori (ワタリドリ, Migratoire)"                                                                                     | 2015 | 3  | 5  | - JPN: Platine | ALXD                  |  |
| "Dracula La" | 2015 | 75 |    |                | ALXD                  |  |
| "Girl A" | 2015 | 7  | 3  | - JPN: Or      | EXIST!                |  |
| "New Wall" | 2016 | 12 | 7  |                | EXIST!                |  |
| "I Want U to Love Me" | 2016 | -  | 7  |                | EXIST!                |  |
| "Swan" | 2016 | 4  | 5  |                | EXIST!                |  |
| "Snow Sound" | 2017 | 4  | 8  |                | Sleepless In Brooklyn |  |
| "Ima made Kimi ga Naita Bun Torimodoso (今まで君が泣いた分取り戻そう, Je reprendrai toutes les larmes que tu as versées)" | 2017 |    | 8  |                | EXIST!                |  |
| "Ashita, Mata" | 2017 |    |    |                | Sleepless In Brooklyn |  |
| "-" indique les éléments qui n'ont pas été mis en circulation dans ce pays ou qui n'ont pas été répertoriés               |      |    |    |                |                       |  |

### DVD
| Number | Title                                                                                    |
| ------ | ---------------------------------------------------------------------------------------- |
| 1er    | It's Me And Me Against The World - Sorti le : 5 octobre 2011                             |
| 2e     | I Thought It Was Only One Day - Sorti le : 17 octobre 2012                               |
| 3e     | SPACE SHOWER TV presents Welcome! [Alexandros] - Sorti le : 24 décembre 2014             |
| 4e     | [Alexandros] Live at Makuhari Messe "Taihen Oishu Gozaimasita" - Sorti le : 30 mars 2016 |
| 5e     | We Come In Peace Tour & Documentary - Sorti le : 26 juillet 2017                         |
| 6e     | CLIPS - Sorti le : 20 décembre 2017                                                      |

## Distinctions
| Années | Cérémonies                      | Catégories                | Résultats |
| ------ | ------------------------------- | ------------------------- | --------- |
| 2016   | Japan Gold Disc Award           | Nouvel artiste de l'année | Lauréat   |
| 2016   | MTV Video Music Awards Japan    | Meilleure vidéo rock      | Lauréat   |
| 2016   | Space Shower Music Video Awards | Meilleur artiste rock     | Lauréat   |
| 2017   | Space Shower Music Video Awards | Choix du Public           | Lauréat   |
| 2019   | Space Shower Music Video Awards | Meilleur Groupe           | Lauréat   |